# Juliette and the Licks
Juliette and The Licks è stato un gruppo musicale alternative rock statunitense con alla voce l'attrice Juliette Lewis. Gli altri membri del gruppo sono Todd Morse (degli H2O e The Operation M.D.), Kemble Walters (chitarra), Paul Ill (basso) e Jason Morris (batteria). Tra i loro pezzi più popolari ci sono You're Speaking My Language e Got Love to Kill.
Juliette and the Licks pubblicano il loro primo EP, ...Like a Bolt of Lighting, nel 2004, seguito a breve dal loro album di debutto You're Speaking My Language.
Morris lascia il gruppo prima di cominciare le sessioni per il secondo album. I Licks allora chiamano il frontman dei Foo Fighters, Dave Grohl, per sostituire il tassello mancante. Grohl successivamente chiese ai Licks di partecipare come ospiti al loro concerto di Hyde Park il 17 giugno del 2006 davanti a circa 85.000 persone (altri ospiti erano Angels & Airwaves, Queens of the Stone Age e Motörhead). Nello stesso concerto, Lewis e Moa Holmsten dei Meldrum si presentarono sul palco per i cori durante un pezzo dei Motörhead.
Dopo la loro performance all'Hyde Park il loro secondo album Four on the Floor fu pubblicato nel tardo 2006. Hot Kiss, che è uno dei singoli più noti dei Licks, fu il primo singolo dall'album, ed il seguente Sticky Honey ebbe lo stesso successo.
Con la pubblicazione del loro secondo album, Juliette and the Licks fecero un tour nel tardo 2006 negli Stati Uniti e in molte parti d'Europa.
Nel 2009 Juliette Lewis abbandona la band causandone così la fine, da lì a breve la stessa legherà il suo nome ad una nuova band: Juliette and the New Romantiques.

## Discografia

### Album in studio
- 2005 - You're Speaking My Language
- 2006 - Four on the Floor

### Singoli
- 2005 - You're Speaking My Language
- 2005 - Got Love to Kill
- 2006 - Hot Kiss
- 2006 - Sticky Honey
- 2007 - Purgatory Blues

### EP
- 2004 - ...Like a Bolt of Lighting